# Cyclocross-Weltmeisterschaften 2017
Die Cyclocross-Weltmeisterschaften 2017 fanden am 28. und 29. Januar 2017 im luxemburgischen Beles statt. Schauplatz war das ehemalige Industriegelände Esch Belval.

## Ergebnisse

### Männer Elite
(29. Januar 2017, 15:00 Uhr MEZ)
| Platz | Name                 | Zeit       |
| ----- | -------------------- | ---------- |
| 1     | Wout van Aert        | 1:02:08 h  |
| 2     | Mathieu van der Poel | + 44 s     |
| 3     | Kevin Pauwels        | + 2:09 min |
| 4     | Lars van der Haar    | + 2:52 min |
| 5     | Corné van Kessel     | + 3:09 min |
| 6     | Laurens Sweeck       | + 3:29 min |
| 7     | Michael Boroš        | + 3:47 min |
| 8     | Gianni Vermeersch    | + 4:02 min |
| 9     | Simon Zahner         | + 4:08 min |
| 10    | Sascha Weber         | + 4:29 min |

### Frauen Elite
(28. Januar 2017, 15:00 Uhr MEZ)
| Platz | Name              | Zeit       |
| ----- | ----------------- | ---------- |
| 1     | Sanne Cant        | 43:06 min  |
| 2     | Marianne Vos      | + 0 s      |
| 3     | Kateřina Nash     | + 21 s     |
| 4     | Lucinda Brand     | + 21 s     |
| 5     | Maghalie Rochette | + 36 s     |
| 6     | Eva Lechner       | + 53 s     |
| 7     | Christine Majerus | + 1:21 min |
| 8     | Ellen Van Loy     | + 1:25 min |
| 9     | Nikki Brammeier   | + 1:31 min |
| 10    | Kaitlin Antonneau | + 1:46 min |

### Männer U23
(29. Januar 2017, 11:00 Uhr MEZ)
| Platz | Name              | Zeit       |
| ----- | ----------------- | ---------- |
| 1     | Joris Nieuwenhuis | 53:58 min  |
| 2     | Felipe Orts       | + 1:23 min |
| 3     | Sieben Wouters    | + 1:29 min |
| 4     | Thijs Aerts       | + 1:34 min |
| 5     | Nicolas Cleppe    | + 1:37 min |
| 6     | Joshua Dubau      | + 1:56 min |
| 7     | Gioele Bertolini  | + 2:03 min |
| 8     | Simon Andreassen  | + 2:28 min |
| 9     | Quinten Hermans   | + 2:30 min |
| 10    | Kelvin Bakx       | + 2:30 min |

### Frauen U23
(28. Januar 2017, 13:00 Uhr MEZ)
| Platz | Name                       | Zeit       |
| ----- | -------------------------- | ---------- |
| 1     | Annemarie Worst            | 43:47 min  |
| 2     | Ellen Noble                | + 10 s     |
| 3     | Evie Richards              | + 26 s     |
| 4     | Laura Verdonschot          | + 1:08 min |
| 5     | Manon Bakker               | + 1:41 min |
| 6     | Nikola Nosková             | + 1:41 min |
| 7     | Ceylin del Carmen Alvarado | + 2:17 min |
| 8     | Emma White                 | + 2:37 min |
| 9     | Malene Degn                | + 2:45 min |
| 10    | Inge van der Heijden       | + 2:57 min |

### Junioren
(28. Januar 2017, 11:00 Uhr MEZ)
| Platz | Name              | Zeit       |
| ----- | ----------------- | ---------- |
| 1     | Thomas Pidcock    | 41:24 min  |
| 2     | Daniel Tulett     | + 38 s     |
| 3     | Ben Turner        | + 44 s     |
| 4     | Loris Rouiller    | + 52 s     |
| 5     | Antoine Benoist   | + 1:23 min |
| 6     | Jelle Camps       | + 1:37 min |
| 7     | Timo Kielich      | + 1:55 min |
| 8     | Toon Vandebosch   | + 1:56 min |
| 9     | Denzel Stephenson | + 2:07 min |
| 10    | Niklas Märkl      | + 2:10 min |